# Gudrun Zapf-von Hesse

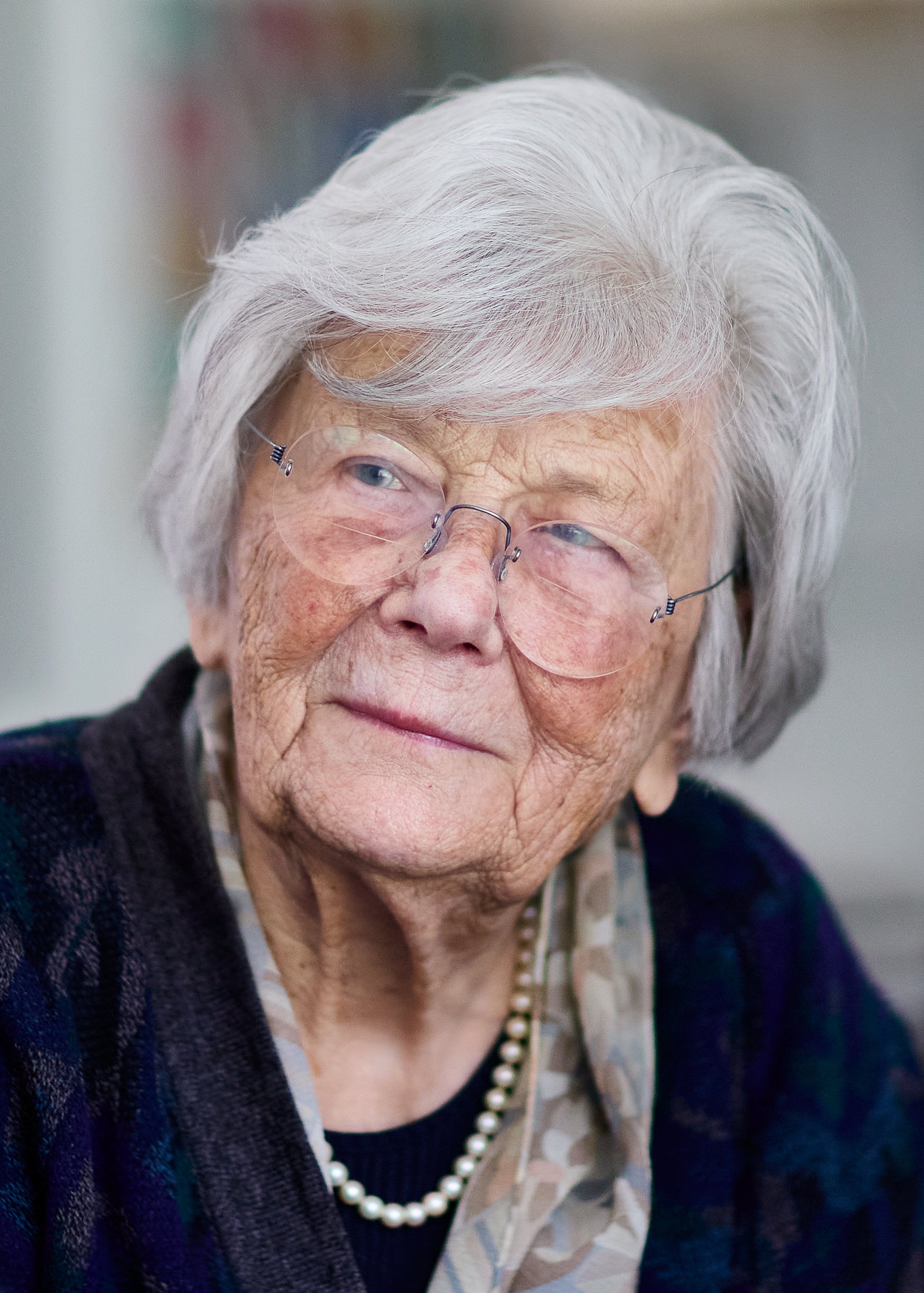
Gudrun Zapf-von Hesse in ihrem Haus in Darmstadt; aufgenommen am 20. März 2016.

Gudrun Zapf-von Hesse, geborene von Hesse (* 2. Januar 1918 in Schwerin; † 13. Dezember 2019 in Darmstadt), war eine international bekannte deutsche Typografin und Buchbinderin. Von 1951 bis zu seinem Tod im Jahre 2015 war sie mit Hermann Zapf verheiratet.

## Leben und Leistungen
Gudrun Zapf-von Hesse (GZVH) absolvierte eine Buchbinderlehre, ihre Gesellenjahre 1937 bis 1940 in Weimar bei Otto Dorfner und ihre Meisterprüfung 1940. Anschließend arbeitete sie in einer Berliner Handbücherei. Während ihrer Lehrzeit brachte sie sich autodidaktisch das Schriftschreiben nach Büchern von Edward Johnston und Rudolf Koch bei. 1941 nahm sie Schriftunterricht bei Johannes Boehland an der Meisterschule für grafisches Gewerbe in Berlin.
1946 ging sie nach Frankfurt am Main zur Bauerschen Gießerei, wo sie von Georg Hartmann eingestellt wurde. Dort war sie in der hausinternen Buchbinderin tätig, erhielt aber auch die Erlaubnis, für andere Kunden zu arbeiten. Bei Bauer lernte sie auch Heinrich Jost kennen, der dort als Art Director tätig war, sowie den Schriftgestalter Konrad F. Bauer. Bei Bauer lernte sie auch viel über den Prozess der Schriftgestaltung im Bleisatz und wurde dort wegen ihrer Fähigkeiten sehr geschätzt. 1946 bis 1954 unterrichtete sie an der Städelschule das Fach Schrift. Gleichzeitig (1946–1955) betrieb sie eine eigene Buchbinderwerkstatt in Frankfurt. 
Zapf von Hesse entwarf für Stempel, Berthold und URW zahlreiche Schriften, aber auch für Auftraggeber aus den USA wie Hallmark Cards in Kansas City oder Bitstream in Cambridge. Ihre erste Schrift, die von Hand in Messing geschnittene Hesse Antiqua, wurde nicht publiziert; erst durch die Veröffentlichung der Diotima für Stempel wurde sie in ihrem Fach bekannt.
Im Jahr 1951 heiratete sie den Typografen Hermann Zapf, den sie bereits 1948 bei einer Ausstellung kennen gelernt hatte, und gab vorübergehend ihre Karriere auf. Aus der Ehe ging ihr Sohn Christian Ludwig Zapf hervor. Zwischen 1951 und 1954 wurden die Diotima, Diotima Italic, Ariadne (Initialen) und die Smaragd als Bleisatzschriften veröffentlicht. Ihre erfolgreichste Schrift Diotima wurde u. a. vom Autohersteller Opel und wird bis heute vom Schreibgerätehersteller Faber-Castell verwendet. Weiterhin entwarf sie Einbände für die Bonner Buchgemeinde. Später gestaltete sie weitere Schriften, so die Shakespeare Roman und Italic (für Hallmark Cards Inc. in Kansas City) und Carmina (1986, für Bitstream Inc. Cambridge / Mass.), Nofret und Christiana (für Berthold AG in Berlin) und Columbine Script (für URW in Hamburg). Von Apple erhielt sie zusammen mit ihrem Mann 1984 einen der ersten Macintosh-PCs kostenlos gestellt.
Gudrun Zapf-von Hesse wurde in den USA bekannter als in Deutschland und dort 1991 mit dem Frederic W. Goudy Award ausgezeichnet, der dem deutschen Gutenberg-Preis vergleichbar ist und als die höchste amerikanische Auszeichnung auf dem Gebiet der Schrift- und Buchkunst gilt. Sie war weltweit die zweite Frau, der diese Ehre zuteilwurde. 2001 wurde ihr und ihrem Mann zu Ehren das Zapfest in San Francisco ausgerichtet und der 2. September von San Franciscos Bürgermeister Willie Brown zum Hermann and Gudrun Zapf Day ausgerufen.
Seit 1993 war sie Mitglied der Schreibwerkstatt Klingspor Offenbach (seit April 2013 Ehrenmitglied). Von 1952 bis 2004 wurden ihre Entwürfe im In- und Ausland ausgestellt. Die bisher letzte Einzelausstellung fand 2010 im Archiv der Schreibwerkstatt Klingspor Offenbach statt. Seit 1972 lebte Gudrun Zapf-von Hesse in Darmstadt.
Zu ihrem hundertsten Geburtstag am 2. Januar 2018 veröffentlichte die Firma Monotype eine digitale Fassung ihrer ersten Schrift, der Hesse Antiqua.
Der Verein Stiftung Schriftkultur bot im Frühjahr 2019 mit Zapf und dem damals ebenfalls über 100 Jahre alten Künstler Helmut Matheis (1917–2021) eine Ausstellung unter dem Motto „Ein Jahrhundert – Zwei Schriftkünstler“ im Homburger Gut Königsbruch an.
Gudrun Zapf-von Hesse verstarb am 13. Dezember 2019 im Alter von 101 Jahren in Darmstadt.
Am 20. Dezember 2019 wurde Gudrun Zapf-von Hesse auf dem Alten Friedhof Darmstadt an der Seite ihres 2015 verstorbenen Mannes (Grabnummer: II P 44) bestattet.

## Schriften

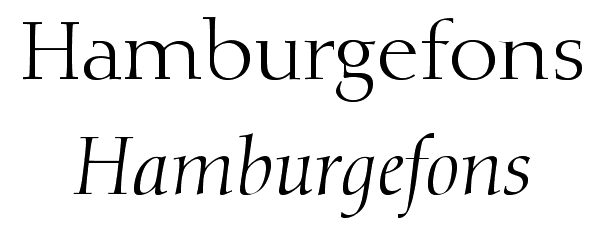
Schriftmuster der Diotima und Diotima kursiv; Linotype Library GmbH

- Hesse Antiqua, 1947 (für Bauer, 2018 bei Monotype veröffentlicht)[12]
- Diotima, 1952/1953 (für Stempel)
- Smaragd, 1953 (für Stempel)
- Ariadne, 1954 (für Stempel)
- Shakespeare, 1968 (für Hallmark)
- Carmina, 1986 (für Bitstream)
- Nofret, 1986 (für Berthold)
- Alcuin, 1991 (für URW)
- Christiana, 1991 (für Berthold)
- Colombine, 1991 (für URW)

## Ausstellungen und Ehrungen (Auswahl)
- 1948: Städel-Kunsthochschule, Frankfurt a. M.
- 1952: Grafiska Institutet, Stockholm (mit Hermann Zapf)
- 1970: Ausstellung, Klingspor-Museum, Offenbach
- 1985: Ausstellung, ITC-Center, New York
- 1991: Frederic W. Goudy Award, Rochester Institute of Technology, USA
- 1998: Hessische Landes- und Hochschulbibliothek, Darmstadt
- 2001: Ausstellung Calligraphic Type Design in the Digital Age: An Exhibition in Honor of the Contributions of Hermann & Gudrun Zapf, San Francisco Public Library
- 2001: Mills College, Oakland, Kanada
- 2016: Kunstpreis der Ike und Berthold Roland-Stiftung (mit Hermann Zapf posthum)
- 2025: Benennung eines Weges in Darmstadt nach dem Ehepaar Zapf (Gudrun-und-Hermann-Zapf-Weg 49° 52′ 5,5″ N, 8° 38′ 17,2″ O).[13]